# Charlotte Bingham
Pour les articles homonymes, voir Bingham.
 (septembre 2018).
Charlotte Bingham (née le 29 juin 1942 à Haywards Heath, Sussex, Grande-Bretagne) est une romancière, auteure de plus de 30 romans romantiques et a aussi écrit pour la télévision notamment dans Maîtres et Valets, Play for Today et Robin's Nest. Elle a souvent travaillé avec son mari Terence Brady pour ses travaux à la télévision.

## Biographie

### Jeunesse
Charlotte Bingham nait le 29 juin 1942 à Haywards Heath, dans le Sussex. Son père, John Bingham, a écrit des histoires de détectives et était un membre secret du MI5. Sa mère, Madeleine Bingham, née Madeleine Mary Ebel, était une dramaturge. Bingham étudia tout d'abord à Londres, mais à l'âge de 16 ans, elle fut envoyée à l'école Priory of Our Lady's Good Counsel à Haywards Heath. Après avoir quitté l'école, Bingham voulu rester à Paris avec quelques aristocrates français dans l'intention d'apprendre le français. Elle écrivait depuis ses dix ans et sa première œuvre était un thriller intitulé Death's Ticket. Bingham écrivit son autobiographie, Coronet Among the Weeds, alors qu'elle avait 19 ans, et peu avant son vingtième anniversaire, un agent littéraire la découvrit à une fête donnée au Ritz. Il était un ami de ses parents et prit avec lui le manuscrit de son autobiographie. En 1963, il fut publié par Heinemann et sera un best-seller.

### Pour la télévision
En 1966, elle publie son premier roman, Lucinda. Il fut plus tard adapté dans un téléfilm. En 1972, elle publie sa seconde autobiographie, Coronet Among the Grass. Cette dernière œuvre narre les dix premières années de son mariage avec l'auteur Terence Brady. Coronet Among the Grass et Coronet Among the Weeds furent plus tard adaptés en un sitcom : No, Honestly. Bingham et son mari écrivirent ensemble les trois premiers épisodes de Maîtres et Valets, Board Wages, I Dies from Love et Out of the Everywhere. Il écrivirent également un livre de cette série, Rose's Story. Il écrivirent aussi les épisodes de Take Three Girls avec Victoria (Liza Goddard). Dans les années 70, Brady et Bingham écrivirent les épisodes pour les séries TV comme Play for Today, Three Comedies of Marriage, Yes, Honestly et Robin's Nest (en). Dans les années 80 et 90, ils continuèrent à écrire occasionnellement pour des séries TV et en 1993 adaptèrent le roman de Jilly Cooper (en), Riders pour le petit écran.

### Romancière romantique
Depuis les années 80, Bingham est devenue une romancière romantique notamment grâce à To Hear a Nightingale, The Business et In Sunshine or in Shadow. La plupart de ses livres se déroulent durant les XIXe et XXe siècles. En 1996, elle gagna le Romantic Novel of the Year Award, prix du roman romantique de l'année, décerné par la Romantic Novelists' Association.

## Œuvres

### Autobiographie
- Coronet Among the Weeds (1963)

- Coronet Among the Grass (1972)

### Romans
- Lucinda (1966)
- The Business (1989)
- In Sunshine or in Shadow (1991)

- Stardust (1992)
- Nanny (1993)
- Change of Heart (1994)
- Grand Affair (1997)
- Love Song (1998)
- The Kissing Garden (1999)
- Country Wedding (1999)
- The Blue Note (2000)
- The Love Knot (2000)
- Summertime (2001)
- Distant Music (2002)
- The Magic Hour (2005)
- Friday's Girl (2005)
- Out of the Blue (2006)
- In Distant Fields (2006)
- The White Marriage (2007)
- Goodnight Sweetheart (2007)
- The Enchanted (2008)
- The Land of Summer (2008)
- The Daisy Club (2009)

### Love Quartet
1. Belgravia (1983)
2. Country Life (1985)
3. At Home (1986)
4. By Invitation (1993)

### SagaNightingale
1. To Hear a Nightingale (1988)
2. The Nightingale Sings (1996)

### SagaDebutantes
1. Debutantes (1995)
2. The Season (2001)

### TrilogieThe Bexham
1. The Chestnut Tree (2002)
2. The Wind Off the Sea (2003)
3. The Moon at Midnight (2003)

### SagaEden
1. Daughters of Eden (2004)
2. The House of Flowers (2004)

### Mums on the RunSeries
1. Mums on the Run (2010)
2. A Dip Before Breakfast (2012)

### AvecTerence Brady

#### VictoriaSeries
1. Victoria (1972)
2. Victoria and Company (1974)

#### HonestlySeries
1. No, Honestly (1974)
2. Yes, Honestly (1977)

#### Maîtres et Valets
1. Rose's Story (1972)